# Свенссон, Свен-Уве
Свен-Уве Свенссон (9 июня 1922 — 21 декабря 1986) — шведский футболист, правый защитник и полузащитник, дважды серебряный призёр чемпионата Швеции в составе «Хельсингборга», игрок национальной сборной Швеции, обладатель шведского спортивного звания Stor Grabb (дословно — «большой мальчик») 1956 года.

## Биография
Свенссон дебютировал в Аллсвенскане в 1944 году в составе «Хельсингборга». Он сыграл в общей сложности 546 матчей в команде во всех турнирах. В 1951 году в возрасте 29 лет он дебютировал в составе национальной сборной Швеции и с 1953 по 1956 год сыграл в 30 из 33 матчей Швеции за этот период. Он получил шведский Золотой мяч в 1954 году. Скорость и технику он сочетал с игровым интеллектом и тактической грамотностью.
После окончания игровой карьеры Свен-Уве Свенссон продолжил работу в тренерском штабе и администрации «Хельсингборга» и «Энгельхольма». После окончания футбольной деятельности он стал начальником пожарной охраны Кумлы.
Умер 21 декабря 1986 года, похоронен в мемориальной роще на кладбище Энгельхольм.
Свен-Уве Свенссон послужил прообразцом Багарна Олссона, персонажа книг Макса Лундгрена о вымышленном футбольном клубе «Эшойден».